# Storflaket

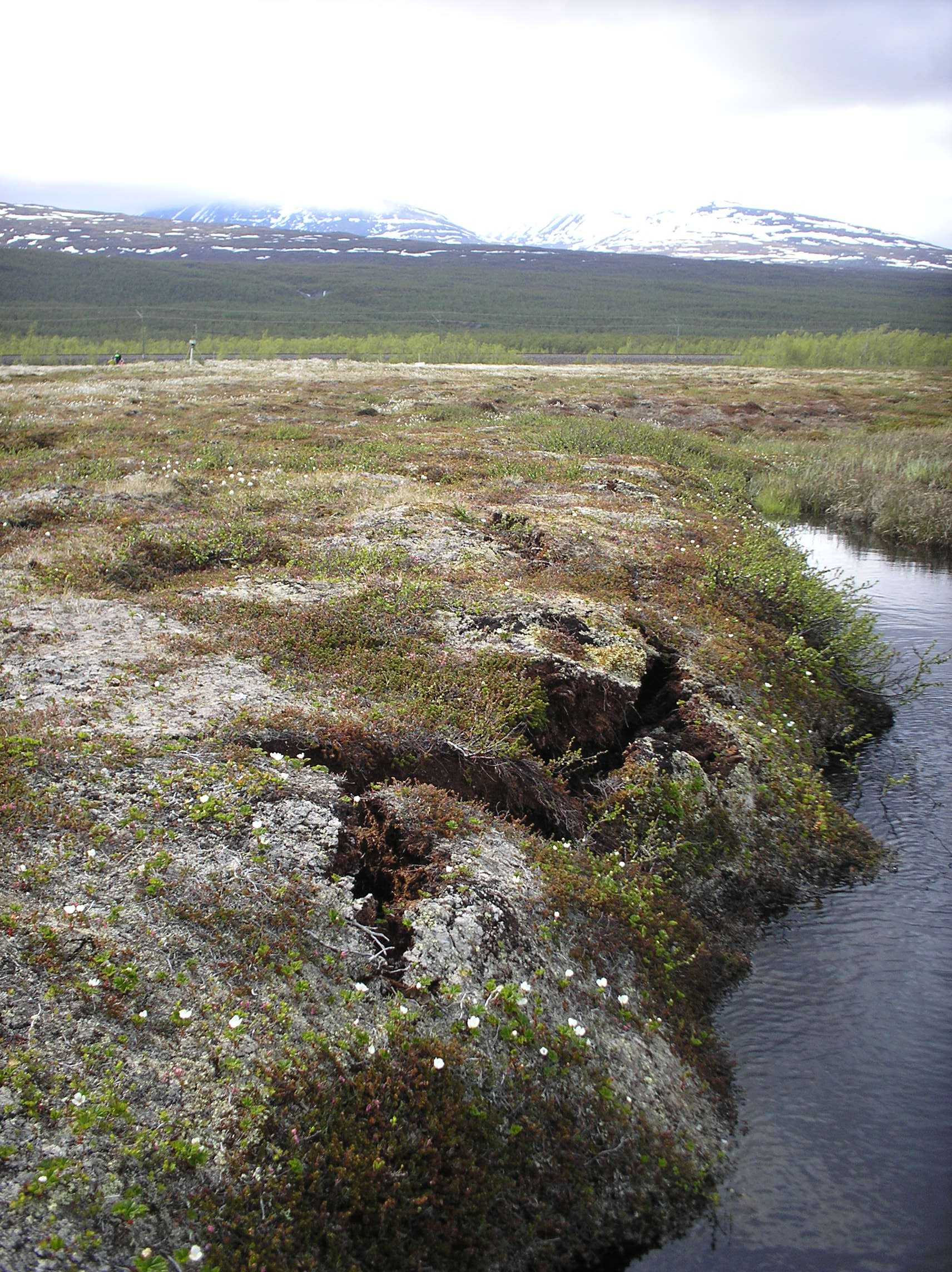
La tourbière de Storflaket près d'Abisko dans le nord de la Suède présente des failles sur ses bords en raison de la fonte du pergélisol.

Storflaket est une tourbière en plateau sur pergélisol (palse), située sur la rive sud du lac Torneträsk, dans le nord de la Suède. Storflaket et Stordalen sont l'un des principaux sites d'étude des palsas et des émissions de méthane et de dioxyde de carbone en Scandinavie. La tourbière a reçu son nom, Storflaket (Grand plateau) durant la construction du chemin de fer de Malmbanan au début du XXe siècle, en raison de sa taille et de sa topographie.